# 1929年ヘブロン虐殺
1929年ヘブロン虐殺（英語: 1929 Hebron Massacre、ヘブライ語: טבח חברון תרפ״ט、アラビア語: مذبحة الخليل）は、1929年8月24日にイギリス委任統治領パレスチナのヘブロンで発生した。 アラブ人はそこで67人のユダヤ人を殺害した。 1日、53人が負傷し、家屋やシナゴーグが略奪された。生き残った435人のユダヤ人の一部は地元のアラブ人家族によって隠蔽されたが、この現象の程度については議論がある。 彼らは翌日、英国当局によって避難させられた。
ユダヤ人がエルサレムの聖地を征服しようとしているという噂に続いたこれらの攻撃は、1929年のパレスチナ暴動に関連した攻撃の中で最も重大なものであった。暴動では合計133人のユダヤ人と110人のアラブ人が殺害された。 アラブ人の大多数は英国の警察と軍によって殺害された。
1929年の攻撃と特にヘブロン虐殺は、この地域におけるユダヤ人とアラブ人の関係の進化におけるさらなる一歩であり、シオニズムの歴史とパレスチナ民族主義の歴史の両方にとって決定的な役割を果たした。 彼らはヘブロンにおける数世紀にわたるユダヤ人の存在に終止符を打った。